# Солиньяк, Жан-Батист
Жан-Батист Солиньяк (фр. Jean-Baptiste Solignac) (1773—1850) — французский дивизионный генерал (1808), участник наполеоновских войн.
Родился 15 марта 1773 года в Мийо.
28 сентября 1791 года Солиньяк вступил в военную службу в 61-й пехотный полк Вермандуа и состоя в армии Восточных Пиренеев отличился в войнах революции, в августе 1792 года был произведён в лейтенанты и уже в ноябре того же года — в капитаны; с 28 января 1794 года командовал батальоном.
Он участвовал в Итальянских походах 1796 года и 1798—1800 годов. 11 апреля 1799 года произведён в бригадные генералы. Особенно отличился он в сражении при Нови, где был ранен и под ним были убиты две лошади.
Обвинённый во взяточничестве Солиньяк был 31 марта 1806 года удалён из армии, но 20 апреля 1807 года вновь был вызван на службу.
В кампании 1807 года в Пруссии Солиньяк отличился храбростью при осаде Данцига и в битве под Прейсиш-Эйлау.
С 18 января 1808 года Солиньяк состоял при Португальской армии и разбил сводный португальско-испанский корпус в бою при Эвора, причём захватил полторы тысячи пленных и семь орудий. В сражении при Вимиейре получил две тяжёлых раны и 17 ноября был пожалован в дивизионные генералы и бароны.
Продолжая службу на Пиренеях Солиньяк не выполнил ряд приказаний Наполеона и он был снова уволен из службы.
В течение нескольких лет он оставался в бездействии и только в начале 1814 года Наполеон примирился с ним и назначил его комендантом Лилля. Солиньяк вполне оправдал доверие и сдал город только тогда, когда Наполеон отрёкся от престола.
Король Людовик XVIII утвердил его в чине генерал-лейтенанта и наградил орденом св. Людовика; но когда Наполеон возвратился с острова Эльбы, Солиньяк поддержал его, сражался при Ватерлоо и затем сопровождал Наполеона в Париж, где, сделавшись членом палаты народных представителей с некоторыми другими генералами, старался склонить Наполеона вторично отказаться от престола.
Впоследствии он был уволен в отставку.
С июльской революции начинается для Солиньяка второй период его военной деятельности. Он снова вступил в службу, подучил команду над войсками в Вандее, усмирил её, и был награждён орденом Почётного легиона; но, поссорившись с тамошним местным начальством, был вызван Людовиком Филиппом в Париж и снова удалён из действительной службы.
В это время дон Педро воевал со своим братом, доном Мигелем, за обладание Португалией. Осаждённый в Опорте, дон Педро пригласил Солиньяка принять главное начальство над своими войсками, и он отправился в Опорто вместе со многими французскими и польскими офицерами. Но здесь нашёл он многое не по своему желанию: войско состояло большей частью из наёмников разных наций; служившие в нём англичане неохотно повиновались французу; некоторые сановники двора нашли неприличным, что высшая власть вверена чужеземцу.
После неудачного нападения, 24 января 1833 года, на приморские форты, занятых мигелистами, Солиньяк подал в отставку, поехал на отдых в Англию и потом возвратился во Францию и с 25 июня 1834 года числился на пенсии.
Скончался в Монпелье 11 ноября 1850 года. Впоследствии его имя было выбито на Триумфальной арке в Париже.